# Barbula translucens
Barbula translucens är en bladmossart som beskrevs av Philipp Salzmann och Bruch 1827. Barbula translucens ingår i släktet neonmossor, och familjen Pottiaceae. Inga underarter finns listade i Catalogue of Life.